# Toros Roslin
Toros Roslin (armensko Թորոս Ռոսլին, armenska izgovorjava: [tʰɔɹɔs rɔslin])), armenski slikar in miniaturist, * ok. 1210, † ok. 1270.
Bil je najpomembnejši armenski izdelovalec iluminiranih rokopisov v srednjem veku. Roslin je v svoji ikonografiji predstavil širšo paleto pripovedi, ki temeljijo na njegovem poznavanju zahodnoevropske umetnosti, hkrati pa je nadaljeval konvencije, ki so jih ustanovili njegovi predhodniki. Roslin je obogatil armensko rokopisno slikarstvo z uvedbo novih umetniških tem, kot sta Nejeverni Tomaž in Prehod Rdečega morja . Poleg tega je oživil žanr kraljevskih portretov, pri čemer so bili v rokopisih najdeni prvi portreti kraljev Kilikije.  Za njegov slog je značilna nežna barva, klasična obdelava figur in njihovih oblačil, eleganca linij in inovativna ikonografija.
Človeške figure v njegovih ilustracijah so polne življenja in predstavljajo različna čustvena stanja. Roslinove ilustracije pogosto zasedajo celotno površino strani rokopisa in včasih le njene dele, v drugih primerih pa so v besedila vgrajene v sozvočju z ansamblom dekoracije .

## Življenjepis
O življenju Torosa Roslina je malo znanega. Delal je v skriptoriju Hromkla v armenskem kraljestvu Kilikiji, kamor je bil leta 1151 premeščen. Njegovi pokrovitelji so bili katolikos Konstantin I., kralj Hetum I., njegova žena Isabella, zlasti njuni otroci in princ Levon. Kolofoni v Roslinovih rokopisih omogočajo učenjakom, da delno rekonstruirajo svet, v katerem je živel. V teh kolofonih se Roslin pojavlja kot kronist, ki je ohranil dejstva in dogodke svojega časa. V svojem najzgodnejšem ohranjenem rokopisu Zejtunski evangelij iz leta 1256 je Roslin svoje ime podpisal kot 'Toros primka Roslin'.
Samo Armenci plemenitega izvora so imeli v srednjem veku priimek; vendar priimek Roslin ne sodi med plemiške armenske družine. Roslin je bil morda potomec ene izmed skupnih zakonskih zvez med Armenci in Franki (vsaka oseba, ki izvira iz katoliške zahodne Evrope), ki so bile pogoste med plemstvom, vendar so se pojavljale tudi med nižjimi sloji. Roslin imenuje tudi svojega brata Antona in prosi bralce, naj v svojih molitvah prikličejo imena učiteljev. 
Profesor Levon Chookaszian, vodja katedre Unesca in katedre za armensko umetnostno zgodovino na državni univerzi v Erevanu, je predlagal podrobnejšo razlago pojava tega priimka v armenskem okolju. Po besedah profesorja priimek Roslin izvira od Henryja Sinclaira iz klana Sinclair, barona Roslin, ki je spremljal Godfreya Bouillona v križarski vojni leta 1096 v Jeruzalem. Chookaszianova hipoteza temelji na domnevi, da se je Sinclair kot večina vidnih takratnih križarjev poročil z Armenko.
Približne datume rojstva in smrti Roslina lahko določijo z datumi njegovih rokopisov. Tako lahko sklepajo, da je bil Roslin leta 1260 star vsaj 30 let. Takrat bi lahko dosegel stopnjo mojstrstva, ki je bila prikazana v Zejtunskem evangeliju iz leta 1256, ne prej kot v njegovih sredi dvajsetih. V kolofonu evangelija iz leta 1260 Roslin omenja, da ima sina, kar kaže, da je verjetno duhovnik, saj menih ne bi imel otrok, medtem ko pripadnik laikov verjetno ne bi bil slikar rokopisov. Do trenutka Evangelija 1265 je Roslin že imel svoje vajence. Naslikal je dva portreta princa Levona, ki je bil najzgodneje usmrčen leta 1250 (princ se je rodil leta 1236), drugi pa leta 1262, ki prikazuje princa z nevesto Keran iz Lamprona. Ime Roslin ni vidno v nobenem rokopisu iz leta 1286 in je najverjetneje umrl v 1270-ih. Nihče od sodobnikov Roslina ali njegovih učencev se pri svojem delu in v naslednjih stoletjih ne sklicuje na njegovo ime, ko je pisar Mikayel, ki je deloval v Sebastei v poznem 17. stoletju, v svojem samostanu našel evangelijsko knjigo, ki jo je leta 1262 ilustriral 'slavni pisec Roslin', ki ga je pozneje prepisal. 

## Rokopisi

### Podpisal Toros Roslin
Ohranjenih je sedem rokopisov, ki nosijo Roslinov podpis, nastali so med letoma 1256 in 1268, od tega jih je pet prepisal in ilustriral Roslin. Od tega so štirje v lasti Armenskega patriarhata v Jeruzalemu, ki je v stolnici svetega Jakoba. Sem spadajo Evangelij 1260 (MS št. 251), prepisan za katolikosa Konstantina I., Evangelij 1262 (MS št. 2660), ki ga je naročil princ Levon, na Sisu pa ga je prepisal pisar Avetis, ilustriral Roslin v Hromkli in zvezal Arakel Hnazandents. Evangelij 1265 (MS št. 1965) je bil prepisan za hčerko Konstantina Lamprona, gospo Keran, ki se je po smrti svojega moža Geoffreya Servandakarja, upokojila od sveta. Maštoc (MS št. 2027) je leta 1266 naročil škof Vartan iz Hromkla, kopiral pa ga je Avetis, ki je pred tem sodeloval z Roslinom leta 1262 v Sisu, ilustriral ga je Roslin v Hromkli. 
Sebastia evangelij 1262 (MS št. 539) se nahaja v baltimorskem Walters Art Museumu. Prepisan je bil za duhovnika Torosa, nečaka katolikosa Konstantina I. Napisan v pisavi uncial je najbolj razkošno okrašen med podpisanimi deli Roslina. Rokopis se je hranil v Sivasu od 17. stoletja, kjer je ostal vse do deportacije Armencev leta 1919. Deset let pozneje ga je v Parizu kupil ameriški železniški magnat Henry Walters, katerega dolgoletno zanimanje za armensko umetnost je bilo opozorjeno s tragičnimi dogodki prejšnje desetletje. Njegova žena Sadie Walters je rokopis leta 1935 podarila Walterjevemu muzeju umetnosti. Zejtunski evangelij 1256 (MS št. 10450), prepisan za katolikosa Konstantina I. in Malatijski evangelij 1268 (MS št. 10675), sta na Maštoc Inštitutu za starodavne rokopise v Erevanu. Rokopis (prej MS št. 3627) je bil podarjen katolikosu Vazgenu I. kot darilo jeruzalemskega nadškofa Yeghisheja Derderiana. Katolikos je v zameno dal rokopis inštitutu. Rokopis je naročil katolikos Konstantin I. kot darilo mlademu knezu in bodočemu kralju Hetumu II. Armenskem . V kolofonu rokopisa je Roslin opisal brutalno opustošenje Antiohijske kneževine z mameluškim sultanom Baibarjem: »... v tem času je hudobni egiptovski kralj zajel veliko Antiohijo in mnogi so bili ubiti in postali njegovi ujetniki in povzročal je trpljenje po svetih in znamenitih templjih, božjih hišah; čudovita eleganca lepote tistih, ki jih je uničil ogenj, je zunaj moči besed.«

### Evzebijev kanon in ornamenti
Glavna Roslinova inovacija v zvezi z okraski znotraj evzebijevega kanona je dodajanje doprsnih portretov .V Evangeliju 1262 (MS št. 2660) sta Evzebij in Karpijan predstavljena kot polna lika, ki stojita na zunanjem robu Pisma Evzebija. Roslin je uporabil tudi preroke, kot so David, Mojzes in Janez Krstnik. Ta sistem je bil zelo nenavaden za dekoracijo, čeprav so bili portreti prerokov predstavljeni že v sirskem Rabbula evangeliju iz 6. stoletja, njihov odnos do evangelija ni bil jasno naveden s citiranjem njihovih mesijanskih prerokb. Običajnemu repertoarju krilate sfinge in sirene, na primer moški s pasjo ali kozjo glavo, ki nosijo veje cvetja, skupaj z različnimi štirinožci in pticami, so dodana tudi nova zoomorfna bitja. Na prvi strani vsakega evangelija in začetku perikop so cvetlične in zomorfne črke, ki uporabljajo pave ali druga bitja. 

### Pripisani
Več sodobnih rokopisov iz 13. stoletja, brez kolofonov, so včasih pripisali Roslinu. MS 8321, katerega poškodovani ostanki so bili prej v Nor Naičevanu in zdaj v Erevanu, je naročil katolikos Konstantin I. kot darilo za svojega princa Levona. Portret princa Levona je bil v MS 7690 napačno zvezan in bil vrnjen na prvotno mesto. Izgubljen je bil posvečen napis, s katerim se je soočil portret. Portret prikazuje princa v najstniških letih, oblečenega v modro tuniko, okrašeno z levom v zlatih okroglih obročih z zlatim trakom na robu. Dva angela, v svetlo modri in roza draperiji, držita svojo rhipidio (liturgična pahljača) nad knezovo glavo. Stilistično so ti deli precej bolj podobni tistim, ki jih je slikal Roslin, kot tistim drugih umetnikov v Hromkli, ki so bili še aktivni v 1250-ih . Drug poškodovan rokopis, MS 5458, ki je v Erevanu, je pogosto dodeljen Roslinu. Osemintrideset listov veluma iz Janezovega evangelija je bilo v rokopis vključenih v poznem 14. ali začetku 15. stoletja v Vaspurakanu.
Duhovnik Hovhannes, ki je v enem od kolofonov rešil ostanke starih rokopisnih poročil, in je trpel, ko je star rokopis padel v roke 'nevernikom', kot »jagnje, dostavljeno volkovom«, in da ga je obnovil, tako da »kraljevski spomenik, zapisan v njem, morda ne bo izgubljen«. Del originalnih kolofonov Kraljevega spomenika je poročal, da je bil rokopis napisan v Hromkli leta 1266 za kralja Hethuma. Obrazi so enaki kot pri MS 539 in podobni robni okraski krasijo oboje. [28] Še en rokopis, pripisan Roslinu in njegovim pomočnikom, je MS 32.18, ki je trenutno v Galeriji umetnosti Freer v Washingtonu. Kolofoni so izgubljeni, na nekem medaljonu pa je napisano ime donatorja, princa Vassaka (brata kralja Hethuma I.). Na strani 52 piše: »Gospod blagoslovi barona Vassaka« in spet na zgornjem pasu okvirja okoli Lazarjevega vnebohoda: »Gospod usmili se Vassaka, hlapca svojega, lastnika tega, svetega tvojega evangelija«. Unciale in okraski se ujemajo z MS 539 in MS 5458. Princa Vassaka je brat leta 1268 poslal v Kairo, da bi plačal odkupnino in dobil izpustitev princa Levona ter na tisoče drugih talcev, ujetih po katastrofalni bitki pri Mari. Domov so se vrnili 24. junija 1268. Roslin je v tem času že dokončal kopijo in ilustracije MS 10675, umrl je tudi njegov glavni pokrovitelj katolikos Konstantin I., zato bi bil Roslin lahko zaposlen pri drugem pokrovitelju, kot je bil princ Vassak, ki je imel razlog za praznovanje. 

## Ikonografija
Med Roslinovimi različnimi miniaturami na temo Rojstva Kristusa najbolj izstopa prizor iz Evangelija 1260 (MS št. 251). Marija in dete sta predstavljena, da sedita na prestolu blizu jame, kombinirane v spodnjem kotu s portretom Mateja Evangelista, v obratni proporcionalni korelaciji. Kombinacija obeh prizorov je bila prvotno razvita v Konstantinoplu v času Komnenov in jo je ponovno interpretiral Roslin.  Drug edinstven atribut te sestave je viden v zgornjem desnem kotu, kjer so stražijo Magi, ki jih v apokrifnih evangelijskih zapisih omenjajo vojaki, ki so spremljali Mage, predstavljeni kot Mongoli. Umetnostna zgodovinarka Sirarpie Der-Nersessian predlaga, da je Roslin, »upoštevajoč, da so Magi prišli z vzhoda, ... predstavljal telesne stražarje z najbolj znanim obrazom in kostumom orientalskih ljudstev in sicer Mongoli, zavezniki kralja Kilikije [Hethum I.]«.

## Zapuščina
Sirarpie Der-Nersessian je Torosu Roslinu, katerega delo je raziskovala dolga leta, posvetila najdaljše poglavje v svojem posthumno objavljenem magnum opus Miniaturnega slikarstva v armenskem kraljestvu Kilikiji. V poglavju poudarja: »Roslinova sposobnost, da brez globokega poudarjanja prenese globoko čustvo«, v opisu enega od Roslinovih prizorov pa vzklikne: »Kompozicijska zasnova, občutljivo modeliranje posameznih figur in subtilne barvne harmonije prikazujejo Roslinovo delo kot najboljše, kar je v umetniški kakovosti enakovrednih najzanimivejših bizantinskih miniatur.« 
3,4 metra visok kip Torosa Roslina iz bazalta je bil postavljen leta 1967 pred vhodom v Matenadaran. Kip je zasnoval Mark Grigoryan, izdelal pa kipar Arsham Shahinyan.  Akademijo za likovno umetnost, imenovano po Torosu Roslinu, je leta 1981 ustanovilo Armensko izobraževalno in kulturno združenje Hamazkayin v Bejrutu v Libanonu. 

## Galerija
- Sample of creations
- Apostol Janez, Malatia evangelij 1268 (MS No. 10675)
- Začetek Markovega evangelija, Zeytunski evangelij 1256 (MS No. 10450)
- Prečkanje Rdečega morja, Mashtots, 1266 (MS No. 2027)
- Poslednja sodba, Toros Roslin, Evangelij 1262 (MS 539)
- Ancestors of Christ, Toros Roslin, 1262
- Evangelij Malatia, 1268 (Ms. 10675)
- Lukov evangelij
- Nejverni Tomaž, Malatia evangelij, 1267-1268 (MS No. 10675)
- Portret princa Levona, 1250 (Ms. 8321)
- Evangelist Matej sedeč pomaka pero v črnilnik, 1262
- Stran iz kanona
- Portret kralja Levona in kraljice Keran, 1262 (Ms. 2660)
- Lazarjev vnebohod (Ms. 9422)